# ミニディスク・マイクロディスク
ミニディスク (Mini Disc, Mini Disk, Mini-Disk) とマイクロディスク (Micro Disc, Micro Disk, Micro-Disk) は、コンパクトディスク (CD) と同時期の1980年ごろ、西ドイツの音響機器メーカーのテレフンケンとレコードレーベルのテルデックが開発していた、デジタルオーディオディスク (DAD) である。
ミニディスク・マイクロディスク共にMDと略す。
1992年に日本のソニーが開発したミニディスク (MiniDisc) と関連性はなく、DADであるという以外には共通点も少ない。

## 歴史
DAD規格の標準化団体「DAD懇談会」が、1980年6月を目処にシステムの提案を求めた際に、提案された3方式の1つである（他の2つはCDとAHD）。
デモ用の試作品のみで、商品化はされなかったようである。

## 特徴
直径135mm・収録時間60分のミニディスクと、直径75mm・収録時間10分のマイクロディスクがあり、アルバム用とシングル用が想定されていた。サイズと収録時間以外の記録方式などは同じで、プレイヤーも共通である。
信号検出方式はTED社（テレフンケン、テルデック、英デッカの合弁）の（アナログ）ビデオディスクTeD（またはTelevision Disc）と同じ圧電式で、圧電素子を使って溝の凹凸を読み取る。これは、機械式という点では従来のアナログレコードと同じだが、記録密度は非常に高く、平均面密度で60分CDの57%になる。当時としては、アナログレコードと大きく異なる方式を採用したCDやAHDよりも確実で低コストだった。
固定線速度のCDと異なり、アナログレコードやAHDと同じ固定角速度である。
音声信号は、CDの44.1kHz・16bit・1.4112Mbpsに対し、48kHz・14bit・1.344Mbpsである。